# تپه چیا خشه
تپه چیا خشه مربوط به دوران پیش از تاریخ ایران باستان تا دوران‌های تاریخی پس از اسلام است و در شهرستان دلفان، بخش مرکزی، روستای هاشم‌آباد واقع شده و این اثر در تاریخ ۲۳ شهریور ۱۳۸۲ با شمارهٔ ثبت ۱۰۰۰۹ به‌عنوان یکی از آثار ملی ایران به ثبت رسیده است.